# ヘオルヒー・ツィタイシュヴィリ
ヘオルヒー・クレメンティヨヴィチ・ツィタイシュヴィリ（ウクライナ語:Георгій Климентійович Цітаїшвілі、ラテン文字:Heorhiy Klymentiyovych Tsitaishvili、2000年11月18日 - ）は、イスラエル・リション・レジオン出身のサッカー選手。ウマグレシ・リーガ・FCディナモ・バトゥミ所属。ポジションはMF。

## 経歴
ジョージア出身のサッカー選手であった父クリメンティ・ツィタイシュヴィリの仕事の関係で、イスラエルにて出生。ウクライナのFCディナモ・キーウでキャリアをスタートさせ、2018年にトップチームに昇格。5月9日、ウクライナ・カップのFCシャフタール・ドネツク戦でプロデビューを果たした。

## 代表歴
ウクライナ代表として2019年にFIFA U-20ワールドカップに出場し、決勝の大韓民国代表戦でゴールを記録し優勝に貢献した。
2021年9月2日、2022 FIFAワールドカップ・ヨーロッパ予選のコソボ代表戦でジョージア代表としてA代表初出場。

## タイトル

### 代表
- 2019 FIFA U-20ワールドカップ